# Необичан дует: деца и слабовидост
Необичан дует : деца и слабовидост је једна од четири сликовнице објављена у едицији "Посебни пријатељи", аутора Горана Марковића. Књига је објављена у издању "Пчелица издаваштва" из Чачка 2019. године. Аутор илустрација је Алекса Јовановић.

## О књизи
Као и остале три књиге из едиције "Посебни пријатељи" које су осмишљене са циљем да помогну деци да разумеју и прихвате другове који имају одређене тешкоће у развоју. Све књиге, као и Необичан дует : деца и слабовидост обрађују једну од тема из угла инклузивног образовања. Значај ових књига се огледа у развијању емпатије и толеранције према деци која су само наизглед другачија од својих вршњака.
Необичан дует : деца и слабовидост је богато илустрована. У књизи упознајемо пса Леа и његовог посебног пријатеља Николу, који је исти као остала деца, али му чуло вида није тако развијено као њихово.

## Ликови
- дечак Никола
- пас Лео

## Награде
Књига Необичан дует : деца и слабовидост, као и остале три књиге из едиције "Посебни пријатељи" су награђене од Удружења ликовних уметника примењених уметности и дизајнера Србије за најбољу дечју едицију у 2019. години.